# Koslik
Koslik er en frisure, hvor pandehåret står op i en blød bue.
Udtrykket er en fordanskning af det engelske udtryk cowlick, som betyder koslik.
Frisuren har fået navnet af, at det ser ud som om at en ko har givet en et slik i ansigtet og sluttet af med pandehåret.
Koslikket er blandt andet kendt fra spillefilmen Vild med Mary, hvor Cameron Diaz bærer frisuren.